# Mi-Ke
Mi-Ke（ミケ）は、日本の歌手グループ。B.B.クィーンズの音楽コーラス隊「B.B.クィーンズシスターズ」として誕生。後に単独のアイドルグループとしてデビューした。
スターダストプロモーション所属。原盤制作をビーイングが担当。
オリジナルロゴには「Presented by B.B.QUEENS」と書かれている。

## 概要
アイドルグループとして1991年にデビュー。振付を意識した当時のアイドルグループの形態をとりながら、アルバムごとにテーマを定めたリバイバル・カバープロジェクトであった。振付担当は五十嵐薫子。
グループ名の由来は当時ヒットした「たま」をもじり、メンバー3名の個性を活かして三毛猫から取っており、白が宇徳、茶色が村上、黒が渡辺と、3色のイメージカラーに分けられていた。
なお、Mi-Keをさらにもじった名のアイドルグループ「ザ・ポチ」や「DORA」（日本テレビのアナウンサーによるグループ）、「NORA」（読売テレビのアナウンサーによるグループ）が存在した。
ビーイングの流行りのサウンドとアレンジで60年代後半のグループサウンズの「往年の名曲」のパロディを大量に盛り込んだプロデュースが認められ、日本レコード大賞、日本有線大賞、全日本有線放送大賞（現・ベストヒット歌謡祭）、日本ゴールドディスク大賞と各音楽賞の最優秀新人賞を総ナメにし、『第42回NHK紅白歌合戦』（「想い出の九十九里浜」）にも出場した。なお、スターダストプロモーション所属のアーティストが、新人賞を受賞したのはMi-Keのみである。
1992年4月、同月から放送が開始された『NHKヒットステージ』にてアシスタントとしてレギュラー出演。1993年3月の放送終了まで出演した。またスターダストプロモーション所属であったことから、多くのバラエティー番組や、CMにも出演した。
MVの大半は岩井俊二が監督したコミカルな作風のものであり、1991年にVHSと2002年にDVDでソフト化も行われている。
リードヴォーカルを務める宇徳敬子は、1993年にシングルCD「あなたの夢の中 そっと忍び込みたい」でソロデビュー。Mi-Keとしては同年にシングル「Please Please Me, LOVE」をリリース。アルバム「永遠のリバプールサウンド〜Please Please Me, LOVE.」リリース後はソロ活動に専念している。
村上遥はグループ活動休止後、タレント活動を行う。1993年から1998年までビーイング系音楽番組『NO.』（テレビ朝日）のナレーターを務めた。
渡辺真美は活動休止後改名し、2024年現在は「麻宮百（まみやもも）」名義でラジオDJや、ジャズクラブ・ライブハウスを中心とした音楽活動を行っている（後述）。
Mi-Keは活動休止後も公式に解散宣言等の発表がされなかったため、長らく「活動休止中」とされたままであったが、2024年8月現在、宇徳敬子以外のメンバーは既に芸能界を引退しており、また宇徳も2023年10月15日放送の「千鳥の鬼レンチャン」に出演した際には「元　Mi-ke」と紹介されていたことから、事実上解散していることは明白である。

## メンバー
村上遙
コーラス。立ち位置左。単独コーラスはほとんど宇徳が行っていたため、TV出演時以外はサビのコーラスパートのみであった。神奈川県出身。
宇徳敬子
リードボーカル＆コーラス。ほとんどのコーラスも宇徳の単独コーラスであり、Mi-Keの音源では彼女の声が9割を占める。ソロ転向後にはアルバムでオリコン1位を獲得するなどヒットを出している。鹿児島県出水市出身。
渡辺真美
コーラス。立ち位置右。村上と同じくコーラスだが、「想い出の九十九里浜」のカップリング曲「あっぷる・らぶ」では、自ら作詞して歌っている。Mi-Keの楽曲ではないが、YouTubeで渡辺のライブ映像を見ることができる。2008年2月より、ブログおよび定期ライブを開始した。2016年3月より麻宮百（まみや もも）として活動する。東京都出身。

## ディスコグラフィ

### シングル
|      | 発売日         | タイトル                      | 楽曲制作                                                                                       | 規格   | 規格品番           | 最高位 |
| ---- | -------------- | ----------------------------- | ---------------------------------------------------------------------------------------------- | ------ | ------------------ | ------ |
| 1st  | 1991年2月14日  | 想い出の九十九里浜            | 作詞：長戸大幸 作曲：織田哲郎 編曲：織田哲郎                                                   | 8cm CD | BVDR-33・BMDR-33   | 5位    |
| 1st  | 1991年2月14日  | 想い出の九十九里浜            | 作詞：長戸大幸 作曲：織田哲郎 編曲：織田哲郎                                                   | CT     | BVSR-33            | 5位    |
| 2nd  | 1991年5月3日   | 好きさ好きさ好きさ/スワンの涙 | M-1 作詞・作曲：クリス・ホワイト 編曲：池田大介 M-2 作詞：橋本淳 作曲：筒美京平 編曲：明石昌夫 | 8cm CD | BVDR-42・BMDR-42   | 9位    |
| 2nd  | 1991年5月3日   | 好きさ好きさ好きさ/スワンの涙 | M-1 作詞・作曲：クリス・ホワイト 編曲：池田大介 M-2 作詞：橋本淳 作曲：筒美京平 編曲：明石昌夫 | CT     | BVSR-42            | 9位    |
| 3rd  | 1991年6月13日  | ブルーライト ヨコスカ         | 作詞：長戸大幸 作曲：織田哲郎 編曲：明石昌夫                                                   | 8cm CD | BVDR-48・BMDR-48   | 13位   |
| 3rd  | 1991年6月13日  | ブルーライト ヨコスカ         | 作詞：長戸大幸 作曲：織田哲郎 編曲：明石昌夫                                                   | CT     | BVSR-48            | 13位   |
| 4th  | 1991年7月11日  | む〜んな気持ちはおセンチ      | 作詞：川島だりあ 作曲：織田哲郎 編曲：織田哲郎                                                 | 8cm CD | BVDR-44・BMDR-44   | 50位   |
| 4th  | 1991年7月11日  | む〜んな気持ちはおセンチ      | 作詞：川島だりあ 作曲：織田哲郎 編曲：織田哲郎                                                 | CT     | BVSR-44            | 50位   |
| 5th  | 1991年12月4日  | 白い2白いサンゴ礁             | 順列組み合わせ：長戸大幸 作曲：織田哲郎 編曲：織田哲郎                                         | 8cm CD | BVDR-67・BMDR-67   | 19位   |
| 5th  | 1991年12月4日  | 白い2白いサンゴ礁             | 順列組み合わせ：長戸大幸 作曲：織田哲郎 編曲：織田哲郎                                         | CT     | BVSR-67            | 19位   |
| 6th  | 1992年4月8日   | 悲しきテディ・ボーイ          | 作詞：長戸大幸 作曲：織田哲郎 編曲：池田大介&Mi-Ke Project                                     | 8cm CD | BVDR-92・BMDR-92   | 10位   |
| 6th  | 1992年4月8日   | 悲しきテディ・ボーイ          | 作詞：長戸大幸 作曲：織田哲郎 編曲：池田大介&Mi-Ke Project                                     | CT     | BVSR-92            | 10位   |
| 7th  | 1992年6月10日  | サーフィン・JAPAN             | 作詞：長戸大幸 作曲：織田哲郎 編曲：池田大介&Mi-Ke Project                                     | 8cm CD | BVDR-111・BMDR-111 | 10位   |
| 7th  | 1992年6月10日  | サーフィン・JAPAN             | 作詞：長戸大幸 作曲：織田哲郎 編曲：池田大介&Mi-Ke Project                                     | CT     | BVSR-111           | 10位   |
| 8th  | 1992年7月22日  | 朝まで踊ろう                  | 作詞：たちひろし 作曲：長戸大幸 編曲：池田大介&Mi-Ke Project                                   | 8cm CD | BVDR-118・BMDR-118 | 15位   |
| 8th  | 1992年7月22日  | 朝まで踊ろう                  | 作詞：たちひろし 作曲：長戸大幸 編曲：池田大介&Mi-Ke Project                                   | CT     | BVSR-118           | 15位   |
| 9th  | 1992年11月6日  | Pink Christmas                | 作詞：長戸大幸 作曲：春畑道哉 編曲：葉山たけし                                                 | 8cm CD | BMDR-142           | 22位   |
| 9th  | 1992年11月6日  | Pink Christmas                | 作詞：長戸大幸 作曲：春畑道哉 編曲：葉山たけし                                                 | CT     | BVSR-142           | 22位   |
| 10th | 1992年12月31日 | 涙のバケーション              | 作詞：長戸大幸 作曲：織田哲郎 編曲：池田大介&Mi-Ke Project                                     | 8cm CD | BMDR-153           | 19位   |
| 10th | 1992年12月31日 | 涙のバケーション              | 作詞：長戸大幸 作曲：織田哲郎 編曲：池田大介&Mi-Ke Project                                     | CT     | BVSR-153           | 19位   |
| 11th | 1993年5月12日  | Please Please Me, LOVE        | 作詞：上杉昇 作曲：栗林誠一郎 編曲：栗林誠一郎                                                 | 8cm CD | BMDR-1005          | 15位   |
| 11th | 1993年5月12日  | Please Please Me, LOVE        | 作詞：上杉昇 作曲：栗林誠一郎 編曲：栗林誠一郎                                                 | CT     | BVSR-1005          | 15位   |

### オリジナルアルバム
|     | 発売日         | タイトル                                                | 規格 | 規格品番                                    | 最高位 |
| --- | -------------- | ------------------------------------------------------- | ---- | ------------------------------------------- | ------ |
| 1st | 1991年4月13日  | 想い出のG.S.九十九里浜                                  | CD   | BVCR-2305・BMCR-2305                        | 19位   |
| 1st | 1991年4月13日  | 想い出のG.S.九十九里浜                                  | CT   | BVTR-2305                                   | 19位   |
| 2nd | 1991年12月16日 | 懐かしのブルーライトヨコハマ ヨコスカ                   | CD   | BVCR-2309・BMCR-2309                        | 15位   |
| 2nd | 1991年12月16日 | 懐かしのブルーライトヨコハマ ヨコスカ                   | CT   | BVTR-2309                                   | 15位   |
| 3rd | 1992年4月8日   | 忘れじのフォーク・白い2白いサンゴ礁                     | CD   | BVCR-2313(初回BOX仕様盤)・BMCR-2313(通常盤) | 8位    |
| 3rd | 1992年4月8日   | 忘れじのフォーク・白い2白いサンゴ礁                     | CT   | BVTR-2313                                   | 8位    |
| 4th | 1992年7月22日  | 太陽の下のサーフィン・JAPAN                             | CD   | BVCR-2315・BMCR-2315                        | 10位   |
| 4th | 1992年7月22日  | 太陽の下のサーフィン・JAPAN                             | CT   | BVTR-2315                                   | 10位   |
| 5th | 1992年10月14日 | 朝まで踊ろう 悲しきテディ・ボーイ                       | CD   | BMCR-2314                                   | 9位    |
| 5th | 1992年10月14日 | 朝まで踊ろう 悲しきテディ・ボーイ                       | CT   | BVTR-2314                                   | 9位    |
| 6th | 1993年6月2日   | 甦る60's 涙のバケーション                               | CD   | BMCR-6301(初回BOX仕様盤・通常盤)            | 27位   |
| 6th | 1993年6月2日   | 甦る60's 涙のバケーション                               | CT   | BVTR-6301                                   | 27位   |
| 7th | 1993年12月8日  | 永遠のリバプールサウンド プリーズ・プリーズ・ミー・ラブ | CD   | BMCR-6304                                   | 65位   |

### ベストアルバム
|            | 発売日         | タイトル                               | 規格   | 規格品番                     | 最高位     |
| ---------- | -------------- | -------------------------------------- | ------ | ---------------------------- | ---------- |
| 企画ベスト | 2002年12月20日 | complete of Mi-Ke at the BEING studio  | CD     | JBCJ-5006・JBCJ-5106(再発盤) | 110位      |
| 企画ベスト | 2007年12月12日 | BEST OF BEST 1000 Mi-Ke                | CD     | JBCS-1006                    | 201位      |
| 企画ベスト | 2010年         | Mi-Ke BEST HITS                        | CD     | JDCT-004                     | 集計対象外 |
| 1st        | 2011年7月20日  | Mi-Ke Golden Hits 〜20th Anniversary〜 | CD+DVD | JBCJ-9041                    | 121位      |

### 映像作品
|     | 発売日                                 | タイトル       | 規格 | 規格品番  |
| --- | -------------------------------------- | -------------- | ---- | --------- |
| 1st | 想い出のG.S.九十九里浜                 | 1991年6月21日  | VHS  | BVVR-15   |
| 2nd | 白い2白いサンゴ礁 ブルーライトヨコスカ | 1991年12月16日 | VHS  | BVVR-26   |
| 3rd | Mi-Ke CLIPS                            | 2002年12月20日 | DVD  | ONBD-7021 |

### オムニバス
1. ナースステーション オリジナル・サウンドトラック（Mi-Ke名義で発売）（1991年3月21日）
  - 「想い出の九十九里浜」収録
2. ぼくらの七日間戦争2 オリジナル・サウンドトラック（1991年7月11日）
  - M-4.「地球Express」収録（Mi-Ke作品には未収録）
3. B.B.クィーンズ&Mi-Ke TV Style～Songless Version（1992年2月19日）
4. It's TV SHOW!!〜TBSテレビ&フジテレビ 主題歌&テーマ曲BEST〜（2004年10月27日）
  - 「想い出の九十九里浜」収録
5. COUNTDOWN BEING（2005年11月）
  - 「想い出の九十九里浜」「ブルーライト ヨコスカ」収録
6. FUN Greatest Hits of 90's（2006年3月1日）
  - 「想い出の九十九里浜」収録

## 出演

### NHK紅白歌合戦出場歴
| 年度/放送回              | 回 | 曲目               | 出演順 | 対戦相手 |
| ------------------------ | -- | ------------------ | ------ | -------- |
| 1991年（平成3年）/第42回 | 初 | 想い出の九十九里浜 | 12/28  | 美川憲一 |
| 1992年（平成4年）/第43回 | 2  | 涙のバケーション   | 5/28   | 光GENJI  |

注意点
- 出演順は「出演順/出場者数」で表す。

### テレビ番組
- 歌謡リクエストショー（NHK総合）
- NHKヒットステージ（1992年度、NHK総合）レギュラーアシスタント
- NHKのど自慢チャンピオン大会 （1992年3月8日、NHK総合）ゲスト
- ミュージックステーション（テレビ朝日系）
- 突然バラエティー速報!!COUNT DOWN100（TBS系）
- スーパージョッキー（日本テレビ系）
- ザッツ・宴会テイメント（日本テレビ系）
- クイズ世界はSHOW by ショーバイ!!（1992年8月26日他・日本テレビ系）
- ナースステーション（TBS系）

他

### CM
- 雪印「とってもゼリー」（1992年）

## エピソード
- 日本テレビ系列の期首特番『ザッツ・宴会テイメント』へレギュラー出演しており、毎回出演しては新曲を披露していた。これに異論を唱えたのが同じくレギュラー出演者の堺正章であったが、宇徳敬子が堺の大ファンであることを告げると対応が一転。Mi-keの応援（実際にはほぼ宇徳の応援）をするようになる。
- スターダストプロモーション所属のモデルの中から歌唱力がある人物が選抜され、ZARDのボーカルとしてデビューする坂井泉水と中谷美紀はMi-keの前身にあたるB.B.クィーンズシスターズのオーディションを受けて落選しているが、後に歌手デビューを果たしている。
- メンバーはサザンオールスターズが好きであり、1992年7月29日放送の『SOUND ARENA』（フジテレビ）でサザンが『シュラバ★ラ★バンバ』を歌唱した際は、3人ともステージのそばで一緒に踊っていた（メンバー曰く「我を忘れてしまった」とのこと）。
- 2012年に開催された『BEING LEGEND Live Tour 2012』にて宇徳敬子が、“Mi-Ke(宇徳敬子)”名義で『想い出の九十九里浜』『ブルーライト ヨコスカ』『白い2白いサンゴ礁』をメドレーで歌唱した。
- 2023年1月19日に放送された『ニンゲン観察バラエティ モニタリング』に宇徳敬子が出演し、“Mi-Ke 宇徳敬子”名義で『想い出の九十九里浜』を歌唱した。